# Kolumbán Gábor
Kolumbán Gábor (Székelyudvarhely, 1959. szeptember 30.) erdélyi fizikus, közgazdász, politikus, vállalkozó.

## Életpályája
A Bukaresti Tudományegyetemen fizikát végzett 1984-ben.
1984 és 1989 között a székelyudvarhelyi Matricagyárban dolgozott. 1989–1990 az ideiglenes helyi tanács elnöke volt. RMDSZ-politikusként volt Udvarhelyszék RMDSZ-elnöke (1990–1991), országos szervezési alelnök (1991–1993), 1992-tól a Hargita Megyei Tanács alelnöke, 1996–tól 2000-ig pedig elnöke. 1994 és 1995 között a Novorg Consulting menedzsment- és fejlesztési tanácsadója. 2000-ben, sikeres politikusként abbahagyta a politizálást, egyetemen oktatott és vállalkozott, 2008-tól pedig Énlakára költözött, ahol mezőgazdasági vállalkozóként dolgozik a korábban vásárolt házában.
A Civitas Alapitvány alapító tagja és kuratóriumának elnöke.

## Munkássága
Tudománynépszerűsítő dolgozatokat közölt különböző lapokban a nemlineáris módszerdinamikáról, konferenciákon vett részt. Szakértőként részt vett az RMDSZ által szervezett autonómiakoncepció-vitákban. A PHARE-programok keretében 
kisvállalkozás-fejlesztő központot hozott létre Csíkszeredában és egy PAEM-központot Székelyudvarhelyen. 